# 아쿠네역
아쿠네역(일본어: 阿久根駅)은 일본 가고시마현 아쿠네시에 있는 히사쓰 오렌지 철도 히사쓰 오렌지 철도선의 철도역이다.

## 역 구조
2면 2선 구조의 지상역이다.

### 타는 곳
| 1 · 2 | ■ 히사쓰 오렌지 철도선 | (상행) | 이즈미 방면 |
| 1 · 2 | ■ 히사쓰 오렌지 철도선 | (하행) | 센다이 방면 |

평소는 1번 승강장으로 정차하나 엇갈리기 열차가 있는 경우 2번 승강장으로 센다이 방면(하행) 열차가 정차한다.

## 역세권 정보
- 국도 제3호선
- 국도 제499호선
- 동중국해
- 아쿠네오시마 섬(ja)

## 역사
- 1922년 10월 15일: 영업 개시.
- 1945년 8월 12일: 공습으로 소실됨
- 1946년 2월 21일: 가설 역사로 복귀
- 1949년 3월 27일: 역사 복귀 공사 완료.
- 1987년 4월 1일 - 민영화에 따라 규슈 여객철도의 소속이 되었다.
- 2004년 3월 13일 - 규슈 신칸센이 개통함으로, 히사쓰 오렌지 철도로 소속이 이관되었다.
- 2013년 10월: 역사 개축 공사 개시.
- 2014년 5월 3일: 역사 개축 공사 완료.

## 인접 정차역
| 히사쓰 오렌지 철도 ■ 히사쓰 오렌지 철도선 | 히사쓰 오렌지 철도 ■ 히사쓰 오렌지 철도선 | 히사쓰 오렌지 철도 ■ 히사쓰 오렌지 철도선 |
| ----------------------------------------- | ----------------------------------------- | ----------------------------------------- |
| 오리구치 이즈미 방면                      | 보통                                      | 우시노하마 센다이 방면                    |